# Meridiano 22 E
O meridiano 22 E é um meridiano que, partindo do Polo Norte, atravessa o Oceano Ártico, Europa, África, Oceano Antártico, Antártida e chega ao Polo Sul. Forma um círculo máximo com o meridiano 158 W.
Parte da fronteira Angola-Zâmbia é definida por este meridiano.
Começando no Polo Norte, o meridiano 22º Este tem os seguintes cruzamentos:
| País, território ou mar        | Notas                                                          |
| ------------------------------ | -------------------------------------------------------------- |
| Oceano Ártico                  |                                                                |
| Noruega                        | Ilha Nordaustlandet, no arquipélago de Svalbard                |
| Oceano Ártico                  | Mar de Barents                                                 |
| Noruega                        | Ilhas Barentsøya e Edgeøya                                     |
| Oceano Ártico                  | Mar de Barents                                                 |
| Noruega                        | Ilha Sørøya e continente                                       |
| Finlândia                      |                                                                |
| Suécia                         |                                                                |
| Mar Báltico                    | Golfo de Bótnia                                                |
| Finlândia                      | Continente e numerosas ilhas, incluindo Luonnonmaa e Lillandet |
| Mar Báltico                    | Golfo da Finlândia                                             |
| Estónia                        | Ilha Saaremaa                                                  |
| Mar Báltico                    |                                                                |
| Letônia                        |                                                                |
| Lituânia                       |                                                                |
| Rússia                         | Exclave de Kaliningrado                                        |
| Polónia                        |                                                                |
| Eslováquia                     |                                                                |
| Hungria                        |                                                                |
| Roménia                        |                                                                |
| Sérvia                         |                                                                |
| Macedônia do Norte             |                                                                |
| Grécia                         |                                                                |
| Mar Mediterrâneo               |                                                                |
| Líbia                          |                                                                |
| Chade                          |                                                                |
| Sudão                          |                                                                |
| Chade                          |                                                                |
| República Centro-Africana      |                                                                |
| República Democrática do Congo |                                                                |
| Angola                         |                                                                |
| Fronteira Angola-Zâmbia        |                                                                |
| Angola                         |                                                                |
| Namíbia                        | Faixa de Caprivi                                               |
| Botswana                       |                                                                |
| África do Sul                  |                                                                |
| Oceano Índico                  |                                                                |
| Oceano Antártico               |                                                                |
| Antártida                      | Terra da Rainha Maud, reclamada pela Noruega                   |